# Riols
Riols [ʁi.ɔls] (en occitan Riòls [ri.'ɔls]) est une commune française située dans l'ouest du département de l'Hérault, en région Occitanie.
Exposée à un climat méditerranéen, elle est drainée par l'Arn, le Jaur, le ruisseau de Bureau, le ruisseau de Cassillac, le ruisseau de Fonclare, le ruisseau du Saut et par divers autres petits cours d'eau. Incluse dans le parc naturel régional du Haut-Languedoc, la commune possède un patrimoine naturel remarquable : un site Natura 2000 (la « vallée de l'Arn »), un espace protégé (le « tourbières de Somail ») et cinq zones naturelles d'intérêt écologique, faunistique et floristique.
Riols est une commune rurale qui compte 714 habitants en 2022, après avoir connu un pic de population de 2 597 habitants en 1861. Ses habitants sont appelés les Riolais et Riolaises.

## Géographie

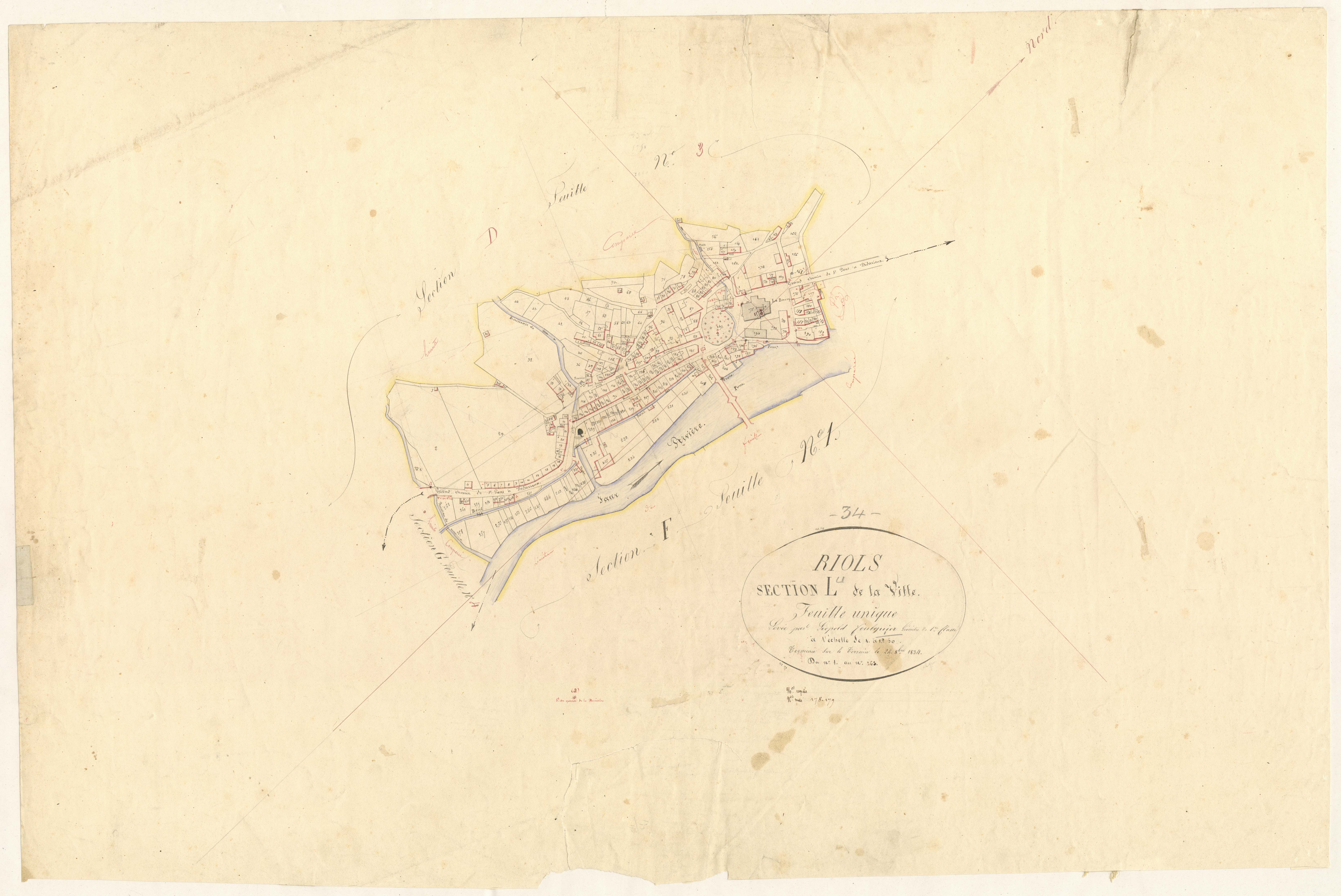
Cadastre napoléonien : plan de la section de la ville (1834).

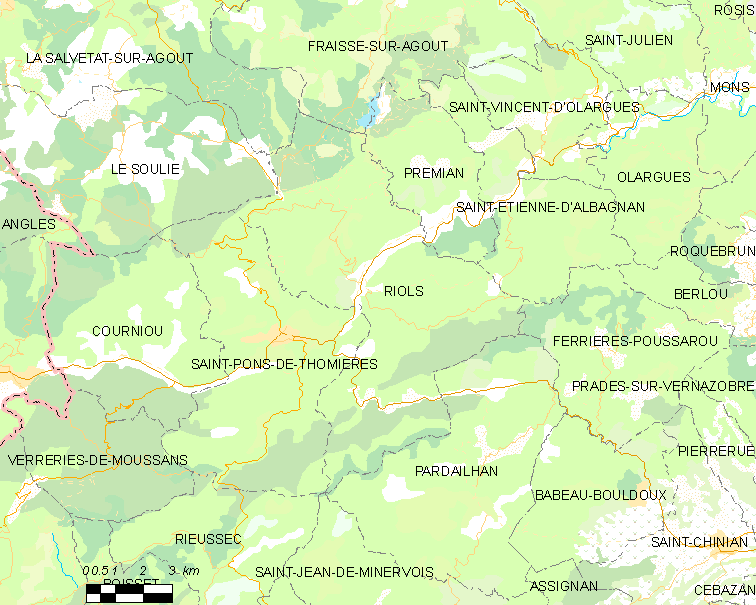
Carte

Riols est située dans la vallée du Jaur. C'est une commune des Hauts cantons de l'Hérault, appartenant au canton de Saint-Pons-de-Thomières. Elle est à 4 km de cette dernière ville et à 50 km du centre-ville de Béziers.
L'autoroute A61 dessert la ville par la sortie n°25 Lézignan-Corbières  située dans le département de l'Aude qui est accessible à 53 kilomètres au sud de la ville.

### Communes limitrophes
Les communes limitrophes sont  Ferrières-Poussarou, Fraisse-sur-Agout, La Salvetat-sur-Agout, Le Soulié, Pardailhan, Prémian, Saint-Pons-de-Thomières et Saint-Étienne-d'Albagnan.
| La Salvetat-sur-Agout, Le Soulié                    | Fraisse-sur-Agout | Prémian                  |
| Saint-Pons-de-Thomières                             | Riols             | Saint-Étienne-d'Albagnan |
| Rieussec, Saint-Jean-de-Minervois (point quadruple) | Pardailhan        | Ferrières-Poussarou      |

### Climat
Pour des articles plus généraux, voir Climat de l'Occitanie et Climat de l'Hérault.
En 2010, le climat de la commune est de type climat méditerranéen altéré, selon une étude s'appuyant sur une série de données couvrant la période 1971-2000. En 2020, Météo-France publie une typologie des climats de la France métropolitaine dans laquelle la commune est exposée à un climat méditerranéen et est dans la région climatique  Provence, Languedoc-Roussillon, caractérisée par une pluviométrie faible en été, un très bon ensoleillement (2 600 h/an), un été chaud (21,5 °C), un air très sec en été, sec en toutes saisons, des vents forts (fréquence de 40 à 50 % de vents > 5 m/s) et peu de brouillards.
Pour la période 1971-2000, la température annuelle moyenne est de 13,6 °C, avec une amplitude thermique annuelle de 15,6 °C. Le cumul annuel moyen de précipitations est de 1 136 mm, avec 9,1 jours de précipitations en janvier et 3,7 jours en juillet. Pour la période 1991-2020, la température moyenne annuelle observée sur la station météorologique la plus proche, située sur la commune de Berlou à 13 km à vol d'oiseau, est de 15,4 °C et le cumul annuel moyen de précipitations est de 892,1 mm,. Pour l'avenir, les paramètres climatiques de la commune estimés pour 2050 selon différents scénarios d'émission de gaz à effet de serre sont consultables sur un site dédié publié par Météo-France en novembre 2022.

### Milieux naturels et biodiversité

#### Espaces protégés
La protection réglementaire est le mode d’intervention le plus fort pour préserver des espaces naturels remarquables et leur biodiversité associée,.
Deux espaces protégés sont présents sur la commune : 
- le parc naturel régional du Haut-Languedoc, créé en 1973 et d'une superficie de 307 184 ha, qui s'étend sur 118 communes et deux départements[9]. Implanté de part et d’autre de la ligne de partage des eaux entre Océan Atlantique et mer Méditerranée, ce territoire est un véritable balcon dominant les plaines viticoles du Languedoc et les étendues céréalières du Lauragais[10],[11] ;
- le « tourbières de Somail », une réserve biologique dirigée, d'une superficie de 26,3 ha[12].

#### Réseau Natura 2000

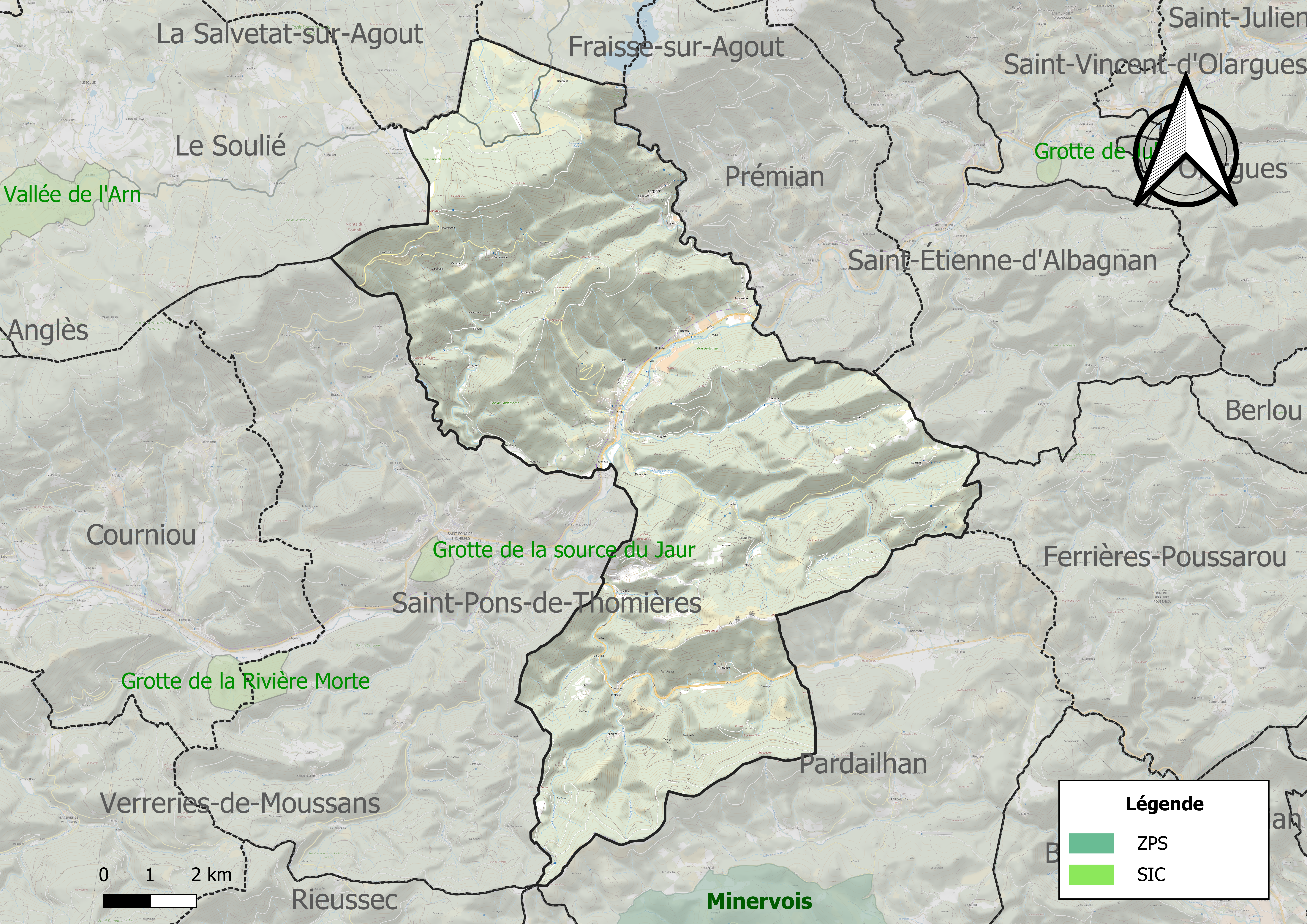
Site Natura 2000 sur le territoire communal.

Le réseau Natura 2000 est un réseau écologique européen de sites naturels d'intérêt écologique élaboré à partir des directives habitats et oiseaux, constitué de zones spéciales de conservation (ZSC) et de zones de protection spéciale (ZPS).
Un site Natura 2000 a été défini sur la commune au titre de la directive habitats : la « vallée de l'Arn », d'une superficie de 1 456 ha, dont le site est réduit au lit mineur du cours d'eau, concerne trois espèces aquatiques : Loutre, Moule perlière et Écrevisse à pattes blanches.

#### Zones naturelles d'intérêt écologique, faunistique et floristique
L’inventaire des zones naturelles d'intérêt écologique, faunistique et floristique (ZNIEFF) a pour objectif de réaliser une couverture des zones les plus intéressantes sur le plan écologique, essentiellement dans la perspective d’améliorer la connaissance du patrimoine naturel national et de fournir aux différents décideurs un outil d’aide à la prise en compte de l’environnement dans l’aménagement du territoire.
Trois ZNIEFF de type 1 sont recensées sur la commune :
- le « bois de Rabaniège » (230 ha), couvrant 2 communes du département[17] ;
- le « lac du Saut de Vézoles » (89 ha), couvrant 3 communes du département[18],
- la « vallée de l'Arn (et tourbière de Baïssescure et du Bourdelet) » (461 ha), couvrant 5 communes dont quatre dans l'Hérault et une dans le Tarn[19] ;

et deux ZNIEFF de type 2, : 
- le « massif du Somail » (23 004 ha), couvrant 11 communes dont dix dans l'Hérault et une dans le Tarn[20] ;
- la « montagne noire centrale » (34 724 ha), couvrant 27 communes du département[21].

Carte des ZNIEFF de type 1 et 2 à Riols.
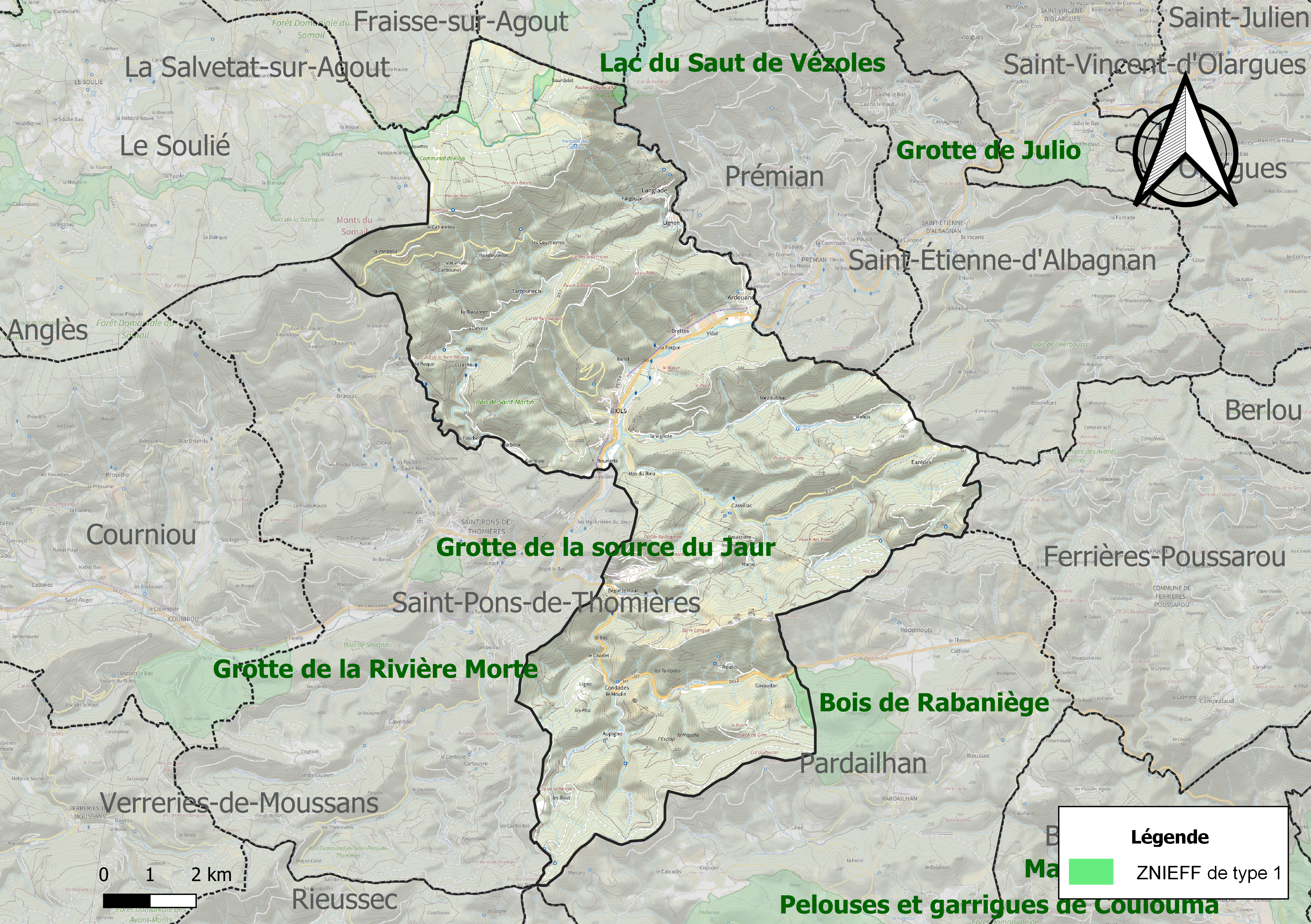
Carte des ZNIEFF de type 1 sur la commune.
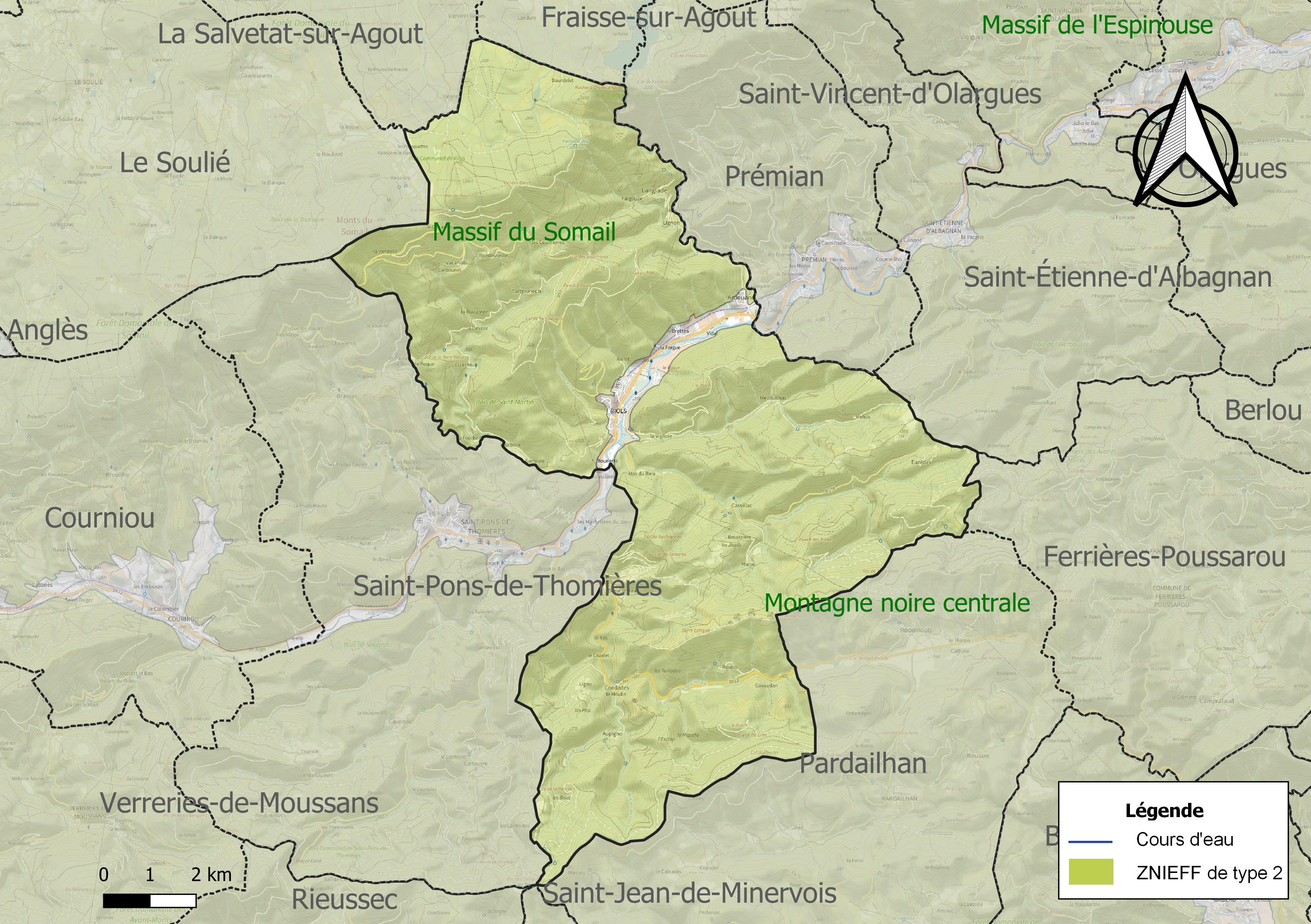
Carte des ZNIEFF de type 2 sur la commune.

## Urbanisme

### Typologie
Au 1er janvier 2024, Riols est catégorisée commune rurale à habitat dispersé, selon la nouvelle grille communale de densité à sept niveaux définie par l'Insee en 2022.
Elle est située hors unité urbaine et hors attraction des villes,.

### Occupation des sols
L'occupation des sols de la commune, telle qu'elle ressort de la base de données européenne d’occupation biophysique des sols Corine Land Cover (CLC), est marquée par l'importance des forêts et milieux semi-naturels (93,4 % en 2018), une proportion sensiblement équivalente à celle de 1990 (93,5 %). La répartition détaillée en 2018 est la suivante : 
forêts (88,9 %), milieux à végétation arbustive et/ou herbacée (4,6 %), zones agricoles hétérogènes (3,8 %), mines, décharges et chantiers (1,2 %), zones urbanisées (1 %), prairies (0,6 %). L'évolution de l’occupation des sols de la commune et de ses infrastructures peut être observée sur les différentes représentations cartographiques du territoire : la carte de Cassini (XVIIIe siècle), la carte d'état-major (1820-1866) et les cartes ou photos aériennes de l'IGN pour la période actuelle (1950 à aujourd'hui).

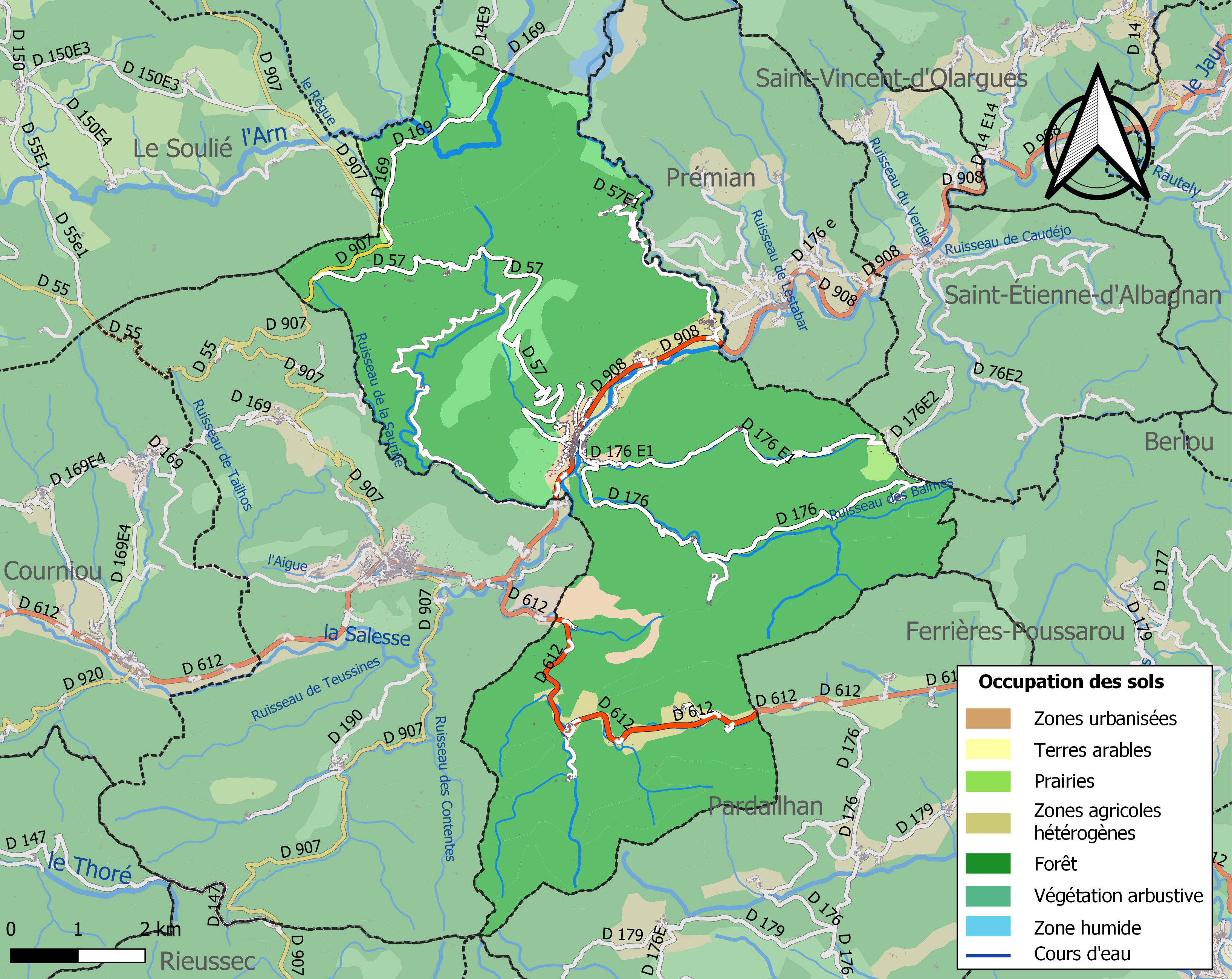
Carte des infrastructures et de l'occupation des sols de la commune en 2018 (CLC).

### Risques majeurs
Le territoire de la commune de Riols est vulnérable à différents aléas naturels : météorologiques (tempête, orage, neige, grand froid, canicule ou sécheresse), inondations, feux de forêts, mouvements de terrains et séisme (sismicité très faible). Il est également exposé à un risque technologique,  le transport de matières dangereuses, et à deux risques particuliers : le risque minier et le risque de radon. Un site publié par le BRGM permet d'évaluer simplement et rapidement les risques d'un bien localisé soit par son adresse soit par le numéro de sa parcelle.

#### Risques naturels
Certaines parties du territoire communal sont susceptibles d’être affectées par le risque d’inondation par débordement de cours d'eau, notamment l'Arn, le Jaur et le ruisseau de Bureau. La commune a été reconnue en état de catastrophe naturelle au titre des dommages causés par les inondations et coulées de boue survenues en 1982, 1987, 1995, 1996, 1999, 2011, 2014, 2017 et 2018,.
Riols est exposée au risque de feu de forêt. Un plan départemental de protection des forêts contre les incendies (PDPFCI) a été approuvé en juin 2013 et court jusqu'en 2022, où il doit être renouvelé. Les mesures individuelles de prévention contre les incendies sont précisées par deux arrêtés préfectoraux et s’appliquent dans les zones exposées aux incendies de forêt et à moins de 200 mètres de celles-ci. L’arrêté du 25 avril 2002 réglemente l'emploi du feu en interdisant notamment d’apporter du feu, de fumer et de jeter des mégots de cigarette dans les espaces sensibles et sur les voies qui les traversent sous peine de sanctions. L'arrêté du 11 mars 2013 rend le débroussaillement obligatoire, incombant au propriétaire ou ayant droit,.

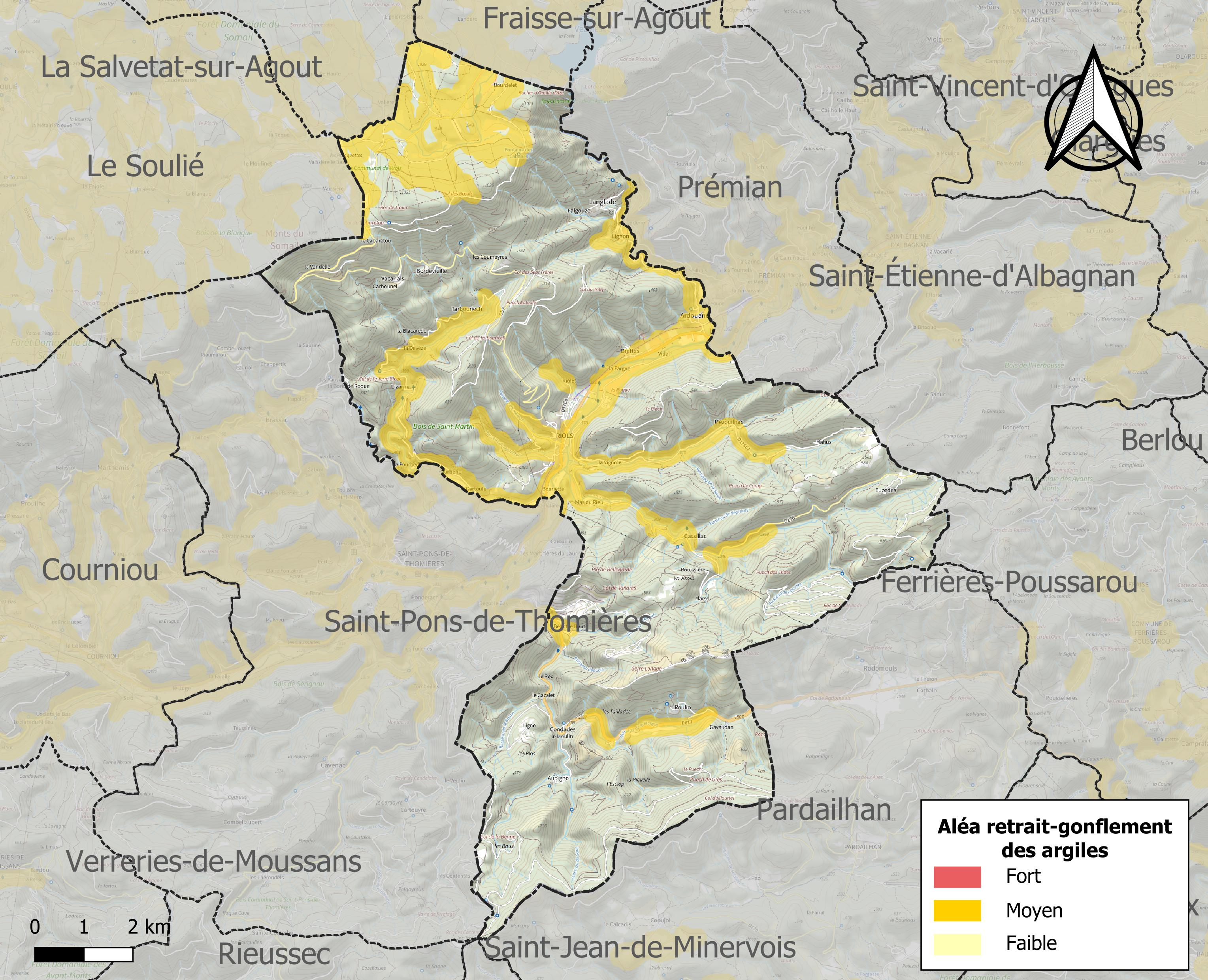
Carte des zones d'aléa retrait-gonflement des sols argileux de Riols.

La commune est vulnérable au risque de mouvements de terrains constitué principalement du retrait-gonflement des sols argileux. Cet aléa est susceptible d'engendrer des dommages importants aux bâtiments en cas d’alternance de périodes de sécheresse et de pluie. 19,1 % de la superficie communale est en aléa moyen ou fort (59,3 % au niveau départemental et 48,5 % au niveau national). Sur les 638 bâtiments dénombrés sur la commune en 2019, 428 sont en aléa moyen ou fort, soit 67 %, à comparer aux 85 % au niveau départemental et 54 % au niveau national. Une cartographie de l'exposition du territoire national au retrait gonflement des sols argileux est disponible sur le site du BRGM,.
Par ailleurs, afin de mieux appréhender le risque d’affaissement de terrain, l'inventaire national des cavités souterraines permet de localiser celles situées sur la commune.

#### Risques technologiques
Le risque de transport de matières dangereuses sur la commune est lié à sa traversée par des infrastructures routières ou ferroviaires importantes ou la présence d'une canalisation de transport d'hydrocarbures. Un accident se produisant sur de telles infrastructures est susceptible d’avoir des effets graves sur les biens, les personnes ou l'environnement, selon la nature du matériau transporté. Des dispositions d’urbanisme peuvent être préconisées en conséquence.

#### Risque particulier
L’étude Scanning de Géodéris réalisée en 2008 a établi pour le département de l’Hérault une identification rapide des zones de risques miniers liés à l’instabilité des terrains.  Elle a été complétée en 2015 par une étude approfondie sur les anciennes exploitations minières du bassin houiller de Graissessac et du district polymétallique de Villecelle. La commune est ainsi concernée par le risque minier, principalement lié à l’évolution des cavités souterraines laissées à l’abandon et sans entretien après l’exploitation des mines.
Dans plusieurs parties du territoire national, le radon, accumulé dans certains logements ou autres locaux, peut constituer une source significative d’exposition de la population aux rayonnements ionisants. Certaines communes du département sont concernées par le risque radon à un niveau plus ou moins élevé. Selon la classification de 2018, la commune de Riols est classée en zone 3, à savoir zone à potentiel radon significatif.

## Histoire

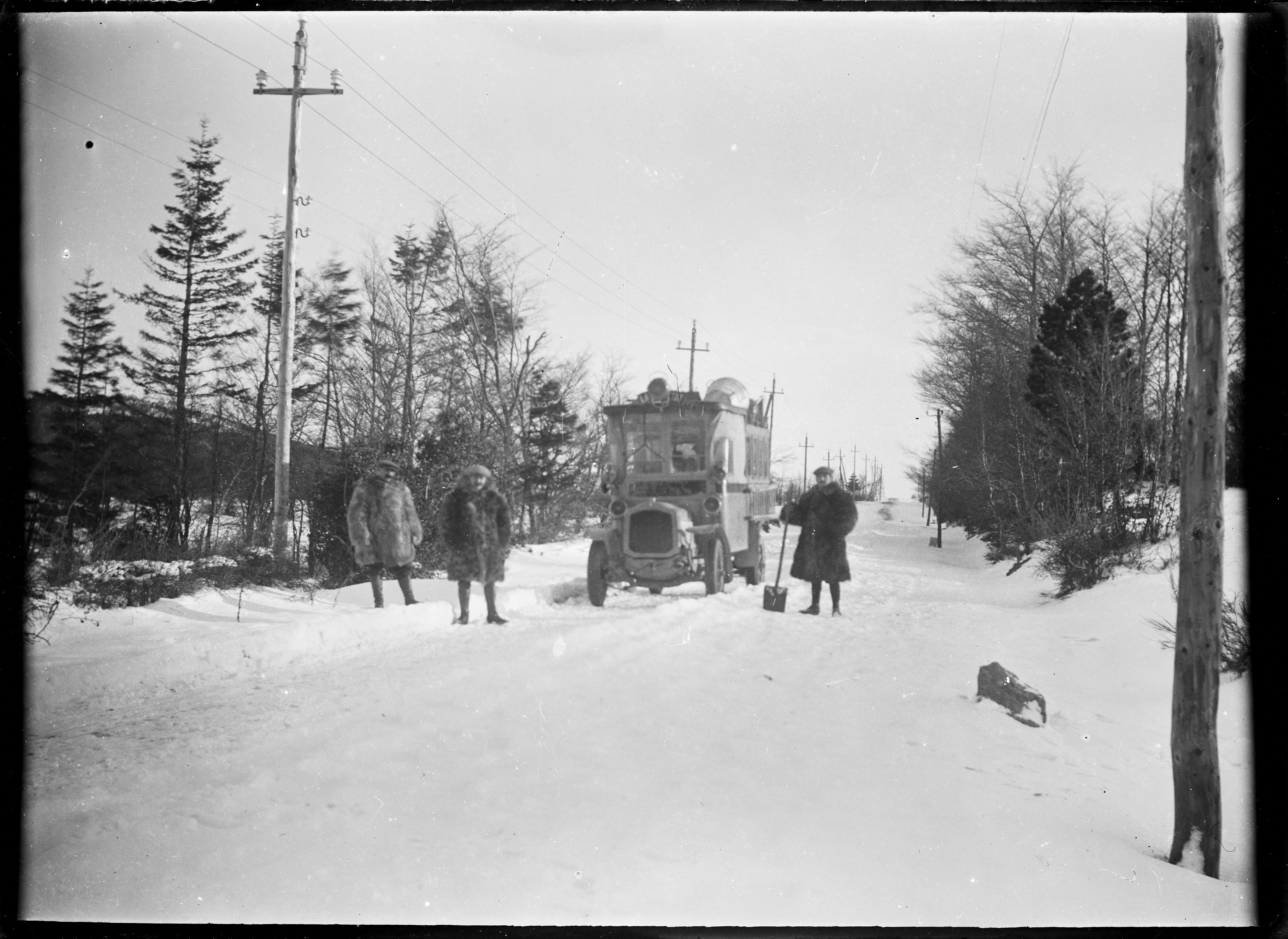
Déneigement du col du Cabaretou (fin du XIX^{e} siècle - début du XX^{e)}

Un concile d'évêques se serait tenu en 937 au hameau d'Euzèdes. Mais le lieu de ce concile soulève des discussions.
Riols était une possession de l'abbaye Saint-Pons de Thomières fondée en 936 par Pons Ier, comte de Toulouse, et confiée aux moines de l'abbaye Saint-Géraud d'Aurillac, puis à partir de 1318 par les évêques de Saint-Pons qui reconnaissaient aux habitants le droit d'élire des consuls.
Le coup d'État de 1851 par Louis-Napoléon Bonaparte a provoqué un mouvement de protestation qui serait mentionné par Victor Hugo dans Quatre-vingt-treize. Plusieurs de ces républicains contestataires ont été déportés en Afrique du Nord. Une stèle rappelle ces événements.

## Politique et administration
| Période      | Période       | Identité          | Étiquette | Qualité  |
| ------------ | ------------- | ----------------- | --------- | -------- |
| 1947         | 1952          | Noël Jeay         |           |          |
| 1952         | 1953          | Fortuné Barthès   |           |          |
| 1953         | 1956          | Jules Dalissier   |           |          |
| 1956         | 1971          | René Tarbouriech  |           |          |
| 1971         | décembre 1974 | André Marty       |           |          |
| juillet 1975 | 2020          | Robert Tailhades  | DVG       | Retraité |
| 2020         | En cours      | Jean-Marc Saleine |           | Retraité |

## Démographie
L'évolution du nombre d'habitants est connue à travers les recensements de la population effectués dans la commune depuis 1793. Pour les communes de moins de 10 000 habitants, une enquête de recensement portant sur toute la population est réalisée tous les cinq ans, les populations de référence des années intermédiaires étant quant à elles estimées par interpolation ou extrapolation. Pour la commune, le premier recensement exhaustif entrant dans le cadre du nouveau dispositif a été réalisé en 2005.

En 2022, la commune comptait 714 habitants, en évolution de −5,8 % par rapport à 2016 (Hérault : +7,49 %, France hors Mayotte : +2,11 %).
| 1793  | 1800  | 1806  | 1821  | 1831  | 1836  | 1841  | 1846  | 1851  |
| ----- | ----- | ----- | ----- | ----- | ----- | ----- | ----- | ----- |
| 1 500 | 1 630 | 1 627 | 1 756 | 2 215 | 2 315 | 2 382 | 2 473 | 2 560 |

| 1856  | 1861  | 1866  | 1872  | 1876  | 1881  | 1886  | 1891  | 1896  |
| ----- | ----- | ----- | ----- | ----- | ----- | ----- | ----- | ----- |
| 2 377 | 2 597 | 2 554 | 2 435 | 2 214 | 2 060 | 1 850 | 1 725 | 1 616 |

| 1901  | 1906  | 1911  | 1921  | 1926  | 1931  | 1936  | 1946  | 1954 |
| ----- | ----- | ----- | ----- | ----- | ----- | ----- | ----- | ---- |
| 1 555 | 1 505 | 1 532 | 1 490 | 1 472 | 1 368 | 1 332 | 1 061 | 980  |

| 1962 | 1968 | 1975 | 1982 | 1990 | 1999 | 2005 | 2006 | 2010 |
| ---- | ---- | ---- | ---- | ---- | ---- | ---- | ---- | ---- |
| 757  | 664  | 523  | 646  | 655  | 684  | 688  | 682  | 750  |

| 2015 | 2020 | 2022 | - | - | - | - | - | - |
| ---- | ---- | ---- | - | - | - | - | - | - |
| 756  | 725  | 714  | - | - | - | - | - | - |

## Économie

### Revenus
En 2018, la commune compte 355 ménages fiscaux, regroupant 742 personnes. La médiane du revenu disponible par unité de consommation est de 19 100 € (20 330 € dans le département).

### Emploi
|                | 2008   | 2013   | 2018  |
| -------------- | ------ | ------ | ----- |
| Commune        | 6,6 %  | 11,3 % | 9,4 % |
| Département    | 10,1 % | 11,9 % | 12 %  |
| France entière | 8,3 %  | 10 %   | 10 %  |

En 2018, la population âgée de 15 à 64 ans s'élève à 432 personnes, parmi lesquelles on compte 74 % d'actifs (64,7 % ayant un emploi et 9,4 % de chômeurs) et 26 % d'inactifs,. Depuis 2008, le taux de chômage communal (au sens du recensement) des 15-64 ans est inférieur à celui de la France et du département.
La commune est hors attraction des villes,. Elle compte 92 emplois en 2018, contre 103 en 2013 et 116 en 2008. Le nombre d'actifs ayant un emploi résidant dans la commune est de 286, soit un indicateur de concentration d'emploi de 32,1 % et un taux d'activité parmi les 15 ans ou plus de 51,3 %.
Sur ces 286 actifs de 15 ans ou plus ayant un emploi, 64 travaillent dans la commune, soit 23 % des habitants. Pour se rendre au travail, 91,3 % des habitants utilisent un véhicule personnel ou de fonction à quatre roues, 0,7 % les transports en commun, 3,4 % s'y rendent en deux-roues, à vélo ou à pied et 4,7 % n'ont pas besoin de transport (travail au domicile).

### Activités hors agriculture

#### Secteurs d'activités
66 établissements sont implantés  à Riols au 31 décembre 2019. Le tableau ci-dessous en détaille le nombre par secteur d'activité et compare les ratios avec ceux du département,.
| Secteur d'activité                                                                                        | Commune | Commune | Département |
| Secteur d'activité                                                                                        | Nombre  | %       | %           |
| --- | ------- | ------- | ----------- |
| Ensemble                                                                                                  | 66      | 100 %   | (100 %)     |
| Industrie manufacturière, industries extractives et autres                                                | 7       | 10,6 %  | (6,7 %)     |
| Construction                                                                                              | 22      | 33,3 %  | (14,1 %)    |
| Commerce de gros et de détail, transports, hébergement et restauration                                    | 17      | 25,8 %  | (28 %)      |
| Information et communication                                                                              | 3       | 4,5 %   | (3,3 %)     |
| Activités financières et d'assurance                                                                      | 2       | 3 %     | (3,2 %)     |
| Activités immobilières                                                                                    | 1       | 1,5 %   | (5,3 %)     |
| Activités spécialisées, scientifiques et techniques et activités de services administratifs et de soutien | 9       | 13,6 %  | (17,1 %)    |
| Administration publique, enseignement, santé humaine et action sociale                                    | 2       | 3 %     | (14,2 %)    |
| Autres activités de services                                                                              | 3       | 4,5 %   | (8,1 %)     |

Le secteur de la construction est prépondérant sur la commune puisqu'il représente 33,3 % du nombre total d'établissements de la commune (22 sur les 66 entreprises implantées  à Riols), contre 14,1 % au niveau départemental.

#### Entreprises et commerces
L'entreprise ayant son siège social sur le territoire communal qui génère le plus de chiffre d'affaires en 2020 est : 
- Brettes Distribution, commerce de détail de quincaillerie, peintures et verres en petites surfaces (moins de 400 m2) (674 k€).

### Agriculture
La commune est dans les « Plateaux du Sommail et de l'Espinouze », une petite région agricole occupant une frange nord-ouest du département de l'Hérault. En 2020, l'orientation technico-économique de l'agriculture  sur la commune est la polyculture et/ou le polyélevage.
|               | 1988 | 2000 | 2010 | 2020 |
| ------------- | ---- | ---- | ---- | ---- |
| Exploitations | 66   | 51   | 17   | 12   |
| SAU (ha)      | 736  | 176  | 181  | 337  |

Le nombre d'exploitations agricoles en activité et ayant leur siège dans la commune est passé de 66 lors du recensement agricole de 1988  à 51 en 2000 puis à 17 en 2010 et enfin à 12 en 2020, soit une baisse de 82 % en 32 ans. Le même mouvement est observé à l'échelle du département qui a perdu pendant cette période 67 % de ses exploitations,. La surface agricole utilisée sur la commune a également diminué, passant de 736 ha en 1988 à 337 ha en 2020. Parallèlement la surface agricole utilisée moyenne par exploitation a augmenté, passant de 11 à 28 ha.

## Culture locale et patrimoine

### Lieux et monuments
- Église Saints-Pierre-et-Paul de Riols.
- Église Notre Dame de la nativité et ancien lavoir à Langlade.
- Église de la Nativité-de-Notre-Dame d'Ardouane. ((XIe siècle)-(XVIIIe siècle))
- Chapelle du collège Saint-Benoît d'Ardouane.
- Dans le hameau d'Euzèdes se trouve l'entrée du gouffre de Caudine-Bascoul, alias gouffre d'Euzèdes.
- Pont vieux (XVIIe siècle).
- Petit séminaire de Saint-Pons-Ardouane devenu collège de Saint-Benoît d'Ardouane (1923-1977)[43],[44] lieu où Pierre-Roger Peyrefitte a commencé ses études et dont il s'est inspiré  dans son premier livre Les Amitiés particulières[45],[46]

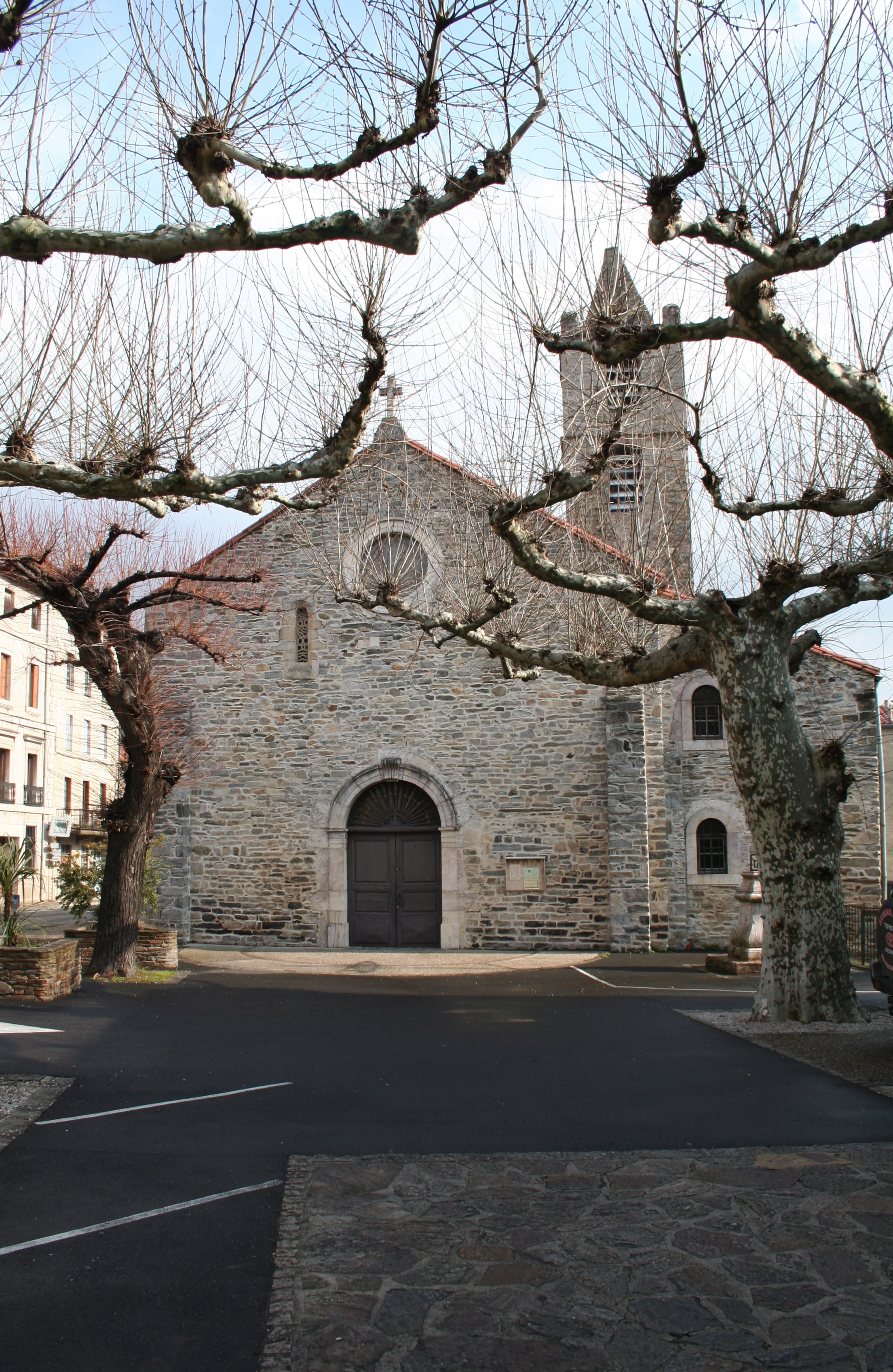
Église Saints-Pierre-et-Paul de Riols
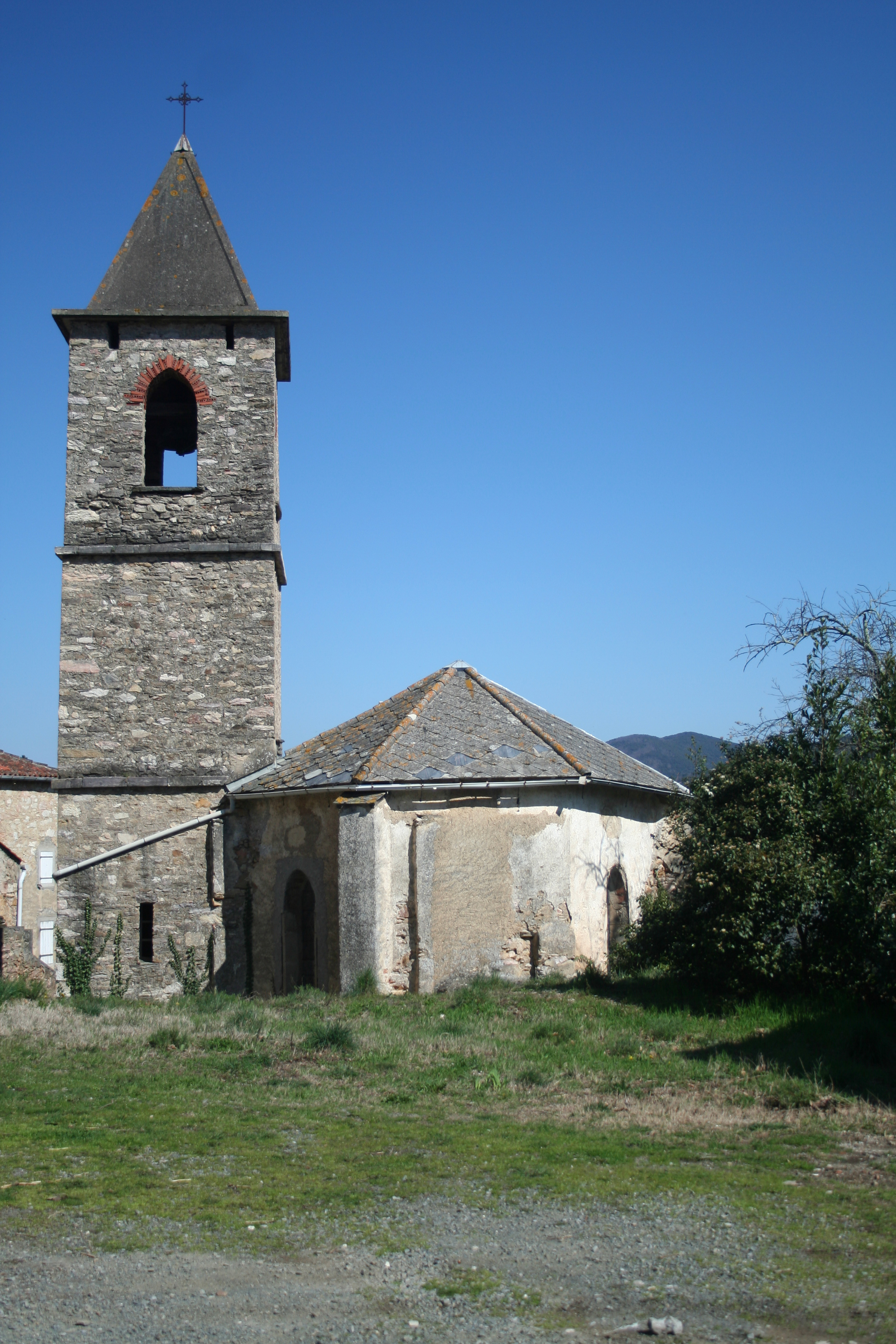
Église de la Nativité-de-Notre-Dame d'Ardouane

### Personnalités liées à la commune
- Eugène Vaillé (1875-1959), décédé à Riols, historien postal.
- Edgar Tailhades (1904-1986), maire de Nîmes, sénateur du Gard et président du conseil régional du Languedoc-Roussillon, y est né.
- Robert Jambon (1925-2011), colonel dans les troupes de marine, y est inhumé.

### Héraldique
| Armes de Riols | Les armes de Riols se blasonnent ainsi : d'azur, à deux lettre F et R adossées et réunies d'or brochant sur un rameau d'olivier du même. |